# Kanojo no sukinamonowa
 (novembre 2024).
Pour plus de détails, voir Fiche technique et Distribution.
Kanojo no sukinamonowa (彼女が好きなものは) est un film japonais réalisé par Shōgo Kusano, sorti en 2021.

## Synopsis
Jun Andō, un lycéen, est homosexuel et le cache. Un jour, dans une librairie, il rencontre Sae Miura, qui s'avère secrètement être une fujoshi (une fan de littérature yaoi). Jun promet de garder son secret et ils deviennent amis. Après un certain temps, Sae avoue son amour pour Jun et les deux commencent à sortir ensemble.

## Fiche technique
- Titre : Kanojo no sukinamonowa
- Titre original : 彼女が好きなものは
- Titre anglais : She Likes That
- Réalisation : Shōgo Kusano
- Scénario : Shōgo Kusano d'après le roman de Naoto Asahara
- Musique : Gary Ashiya
- Photographie : Yuta Tsukinaga
- Montage : Naohiro Urabe
- Production : Tomo Koizumi
- Société de production : Animo Produce, Bandai Namco Arts, ColorBird, Filmarks, Murata Pictures et Venture Bank Entertainment
- Pays :  Japon
- Genre : Romance
- Durée : 121 minutes
- Dates de sortie : 
  -  Japon : 11 septembre 2021

## Distribution
- Fūju Kamio : Jun Andō
- Anna Yamada : Sae Miura
- Akana Ikeda : Kurumi Imamiya
- Tsubasa Imai : Makoto Sasaki
- Hiroyuki Fukuda : le professeur
- Hayato Isomura : M. Fahrenheit
- Ōshirō Maeda : Ryohei Takaoka
- Ryota Miura : Yusuke Ono
- Tōko Miura : Nao Sakura
- Daichi Watanabe : Hayato Kondo
- Sayaka Yamaguchi : Mizuki Ando

## Distinctions
Le film a été présenté en sélection officielle en compétition au festival Nippon Connection.